# Andrés Herrera
Marcelo Andrés Herrera Mansilla (ur. 3 listopada 1998 w Corrientes) – argentyński piłkarz występujący na pozycji prawego obrońcy, od 2024 roku zawodnik amerykańskiego Columbus Crew.